# مكتبة رسومية
مكتبة الرسومات أو واجهة برمجة التطبيقات للرسوميات هي مكتبة برمجية مصممة للمساعدة في عرض رسوميات الحاسوب على الشاشة. يتضمن هذا عادةً توفير إصدارات مُحسّنة من الوظائف التي تتعامل مع مهام العرض الشائعة. يمكن القيام بذلك بشكل بحت من خلال البرامج وتشغيلها على وحدة المعالجة المركزية، وهو أمر شائع في الأنظمة المدمجة، أو يتم تسريعها بواسطة الأجهزة بواسطة وحدة معالجة الرسومات، وهو أمر أكثر شيوعًا في الحواسيب. من خلال استخدام هذه الوظائف، يمكن للبرنامج تجميع صورة لإخراجها إلى الشاشة. وهذا يُعفي المبرمج من مهمة إنشاء هذه الوظائف وتحسينها، ويسمح له بالتركيز على بناء برنامج الرسوميات. تُستخدم مكتبات الرسوميات بشكل أساسي في ألعاب الفيديو والمحاكاة.
لا يتم هنا تناول استخدام مكتبات الرسوميات فيما يتعلق بأنظمة إنتاج الفيديو، مثل ريندر مان.
| نظام التشغيل | فولكان                 | دايركت إكس     | نظام بلاي ستيشن 4 | ميتال   |
| ------------ | ---------------------- | -------------- | ----------------- | ------- |
| ويندوز 10    | حر، إنفيديا و إي إم دي | حر، مايكروسوفت | لا                | لا      |
| ماكنتوش      | حر، مولتن في كيه       | لا             | لا                | حر، أبل |
| لينكس        | حر                     | لا             | لا                | لا      |
| أندرويد      | حر                     | لا             | لا                | لا      |
| آي أو إس     | حر، مولتن في كيه       | لا             | لا                | حر، أبل |

تستخدم بعض واجهات برمجة التطبيقات مكتبة الرسومات (GL) في اسمها، ولا سيما مكتبة الرسوميات المفتوحة (بالإنجليزية:OpenGL) و WebGL.

## أمثلة
- أليجرو
- زاوية
- كايرو (رسومات)[1]
- DFPSR https://dawoodoz.com/dfpsr.html — مجموعة أدوات واجهة المستخدم الرسومية وعارض البرامج
- DirectX [2] — مكتبة أنشأتها شركة Microsoft، لتعمل تحت أنظمة تشغيل Windows و"Direct" Xbox
- عرض بوستسكريبت
- emWin [3] — مكتبة رسومات مضمنة
- إف إل تي كيه [4] — مجموعة أدوات واجهة المستخدم الرسومية ومكتبة الرسومات
- جتك - مجموعة أدوات واجهة المستخدم الرسومية
- Mesa 3D [5] — مكتبة تنفذ OpenGL وVulkan
- واجهة برمجة تطبيقات الرسومات ثلاثية الأبعاد للجوال
- كيوت[6] — إطار عمل لتطبيقات متعددة الأنظمة الأساسية
- الكوارتز (طبقة الرسوميات)
- مكتبة وسائط متعددة بسيطة وسريعة[7]
- SIGIL نسخة محفوظة 5 ديسمبر 2020 على موقع واي باك مشين. [8] — مكتبة تكامل الصوت والإدخال والرسومات
- إس دي ال [9]
- مكتبة رسومات سكيا [10]
- نظام ويندوز إكس